# السید عبدالحمید مبارک
السید عبدالحمید مبارک (انگلیسی: El-Sayed Abdel Hamid Mobarak؛ زادهٔ ۱۷ آوریل ۱۹۴۷) بازیکن بسکتبال اهل مصر بود.